# Бергзое, Йохан Фридрих
Йохан Фридрих (Фредерик) Бергзое (дат. Johan Friderich Bergsøe; 27 октября 1841, Копенгаген — 22 декабря 1897, там же) — датский художник-флорист, мастер натюрморта.

## Биография
Родился в семье Карла Вильгельма Бергзое, руководителя Royal Copenhagen, датской Королевской фарфоровой мануфактуры. Брат писателя Вильгельма Йоргена (1835—1911) и священника, нумизмата Софуса Андреаса Бергзое (1838—1896).
С детства был инвалидом, в возрасте четырёх лет стал глухонемым, затем из-за тяжёлой болезни потерял ногу.
Учился живописи при Королевской фарфоровой мануфактуре. Затем — мастерству медной гравюры.
Несмотря на недуги и инвалидность, развил свои навыки и был признан художником. В 1867—1869 годах совершил поездку в Италию со своим братом Вильгельмом. В этой поездке он вёл дневник, свидетельствующий о развитой способности к наблюдению. В Италии обучался акварельной живописи у французского художника Ж. А. Бенувиля; и масляной живописи в Риме в 1869 г., с 1876 г. у О. Д. Оттесена.
Позже побывал в Париже (весной 1885), оттуда в Швейцарии и северной Италии.
По состоянию здоровья ему пришлось отказаться от гравирования.
Автор многих натюрмортов, картин с изображением фруктов и цветов, акварелей. Экспонировал свои работы в 1870, 1876, 1878—1885, 1887—1888, 1890—1895 годах.

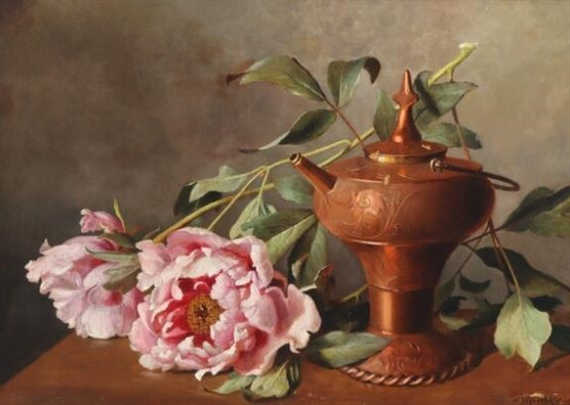
Натюрморт
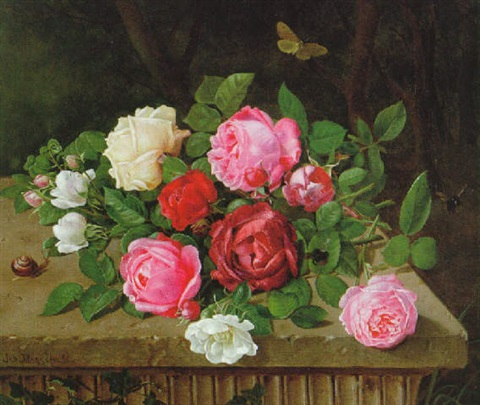
Букет роз